# تیرنوا، ادینچ
تیرنوا، ادینچ (به لاتین: Tîrnova, Edineţ) یک منطقهٔ مسکونی در مولداوی است که در Edineţ District واقع شده‌است.

## خصوصیات
تیرنوا ۲۴٫۵۲ کیلومترمربع مساحت و ۲٬۱۰۵ نفر جمعیت دارد و ۱۸۹ متر بالاتر از سطح دریا واقع شده‌است.